# 鬼浜爆走愚連隊
鬼浜爆走愚連隊（おにはまばくそうぐれんたい）は、シスコンが企画、開発し、銀座が販売したパチスロ機種。2005年3月より稼動開始。

## 概要
A-500タイプの4.7号機で、ビッグボーナスの最大獲得枚数は522枚。鬼浜町を縄張りとする暴走族、鬼浜爆走愚連隊の総隊長・リュウジが主人公で、彼の織り成す日常生活が本機種のメインテーマとなっている。
ボーナスストック機能搭載で、最大ストック数はBIG・REG共に1024個。ボーナス放出契機は規定RTゲーム数消化、特定小役と内部ボーナス成立時の放出抽選の3つ。特定小役（メットの74.7分の1、チェリーの3.8分の1、メット＆チェリーの複合役とされているが、実際には同一フラグの「複合役」が、メットorチェリーor複合役に振り分けられている）のうち、チェリーと複合役に入賞すると、液晶左下にある鬼メーターが1つずつ点灯し(複合小役は取りこぼすとチェリーorメットが入賞し、鬼メーターは点灯しないが、内部ではカウントされている)、その点灯した炎の数でボーナス解除率が決定される。多いほど解除率が高い。点灯する炎の数は最大5個までで、5個点灯するとメーターが爆発し、無点灯状態に戻る。この爆発時の解除率はおよそ1/4。ボーナス終了後も、鬼メーターはリセットされる。ただし、設定変更時は保持される。
連チャンモードと通常モード、ハマリモードの3パターンのモードが存在し、それぞれの天井は128G、768G、1280G。ストックが存在しない場合は1280Gを超える場合もある。
ボーナスに入賞すると、既に決められている次回のモードを参照して次回のRTゲーム数とBR振り分けが決められ、同時に次々回のモードの移行先が決められる。これらは設定を変更しても変わらない。

## スペック
- ボーナス放出確率

| 設定 | BIG確率 | REG確率 |
| ---- | ------- | ------- |
| 1    | 1/377.1 | 1/612.7 |
| 2    | 1/359.6 | 1/584.3 |
| 3    | 1/345.7 | 1/561.8 |
| 4    | 1/324.0 | 1/526.5 |
| 5    | 1/294.1 | 1/477.8 |
| 6    | 1/292.4 | 1/475.2 |

※メーカー発表値

## 主な登場キャラクター
- 鬼浜爆走愚連隊 - 鬼浜町を中心に活動する愚連隊。総勢50人。
  - リュウジ - 主人公。鬼浜爆走愚連隊の初代総隊長を務める鬼浜工業高校の生徒。真っ赤に染めたリーゼントが彼のトレードマーク。実家はラーメン屋。
  - ハヤト - バイクを得意とする鬼浜爆走愚連隊の特攻隊長。愚連隊の中で唯一女性にモテる。
  - ダイゴ - 親衛隊長。喧嘩が得意。
  - ノブオ - バイクも喧嘩も弱い。上記のメンバーより一学年下。
- 暗黒一家 - 鬼浜爆走愚連隊と敵対する軍団。
  - コウヘイ - 暗黒一家の初代総帥。鬼浜一のワル。
  - ハンゾウ - 特攻隊長。赤い卍が描かれたマスクをしている。バイクが得意。
  - ゴンタ - 親衛隊長。喧嘩が得意。
  - タカシ - 虚弱体質。赤紫色のモヒカンヘア。バイクも喧嘩も弱いが、逃げ足は速い。

## 演出

### 通常演出
通常時は、リュウジが鬼浜商店街を独りで歩いている。
- 通過演出 - 乗り物や人物が商店街を通過する。乗り物の場合、通過するもので成立する小役が告知される。人物の場合は、小役告知か他の演出への発展契機となる（すれ違うだけで終わることもある）。
- ステージ演出
  - メンズカットサロン「オサム」 - リュウジが床屋で髪形を調整してもらっている。リーゼントが割れた際の中身で小役告知。
  - 鬼浜工業高校 - リュウジが授業を抜け出そうとする。引き戸を開けた際に上から落ちてくるもので小役告知。体育教師や教頭に見つかると連続演出に発展、教師らから無事逃げ出すと、カッ飛びZONEに突入またはボーナス確定。
  - コンビニ「アビマート」 - リュウジがコンビニで買い物をする。買った物で小役告知。コンビニに入る前にハヤトと遭遇するとカッ飛びZONEへ突入。アイちゃんと遭遇すると純愛演出へ発展する。暗黒一家かコウヘイと遭遇すると対決演出へ発展する。
  - ゲームセンター「チャンプ」 - ゲームセンターでタカシがカツアゲをしている。被害を受けている生徒のポケットからこぼれ落ちた物で小役告知。リュウジが止めに入ると連続演出に発展、逃げるタカシを捕まえるとカッ飛びZONEに突入またはボーナス確定。また、タカシが逃げてる途中に暗黒一家と遭遇すると対決演出へ。
- 名言演出 - リュウジのセリフに登場するもので小役告知。制服と特攻服で期待度が違う。

### カッ飛び!!ZONE
鬼浜爆走愚連隊のメンバーが夜の国道4649線を爆走する。通常時に比べボーナス放出の期待度が高い。
基本的に9～28ゲーム継続し、河川敷での集会や暗黒一家との対決などの連続演出に入るか、パトカー（車体には警備会社と書いてあるが…）に補導されて終了する。8ゲーム目以内に連続演出に移行したり、29ゲーム目以降に小役が成立せず、走行演出が続いた場合はボーナス確定。ただし、カッ飛び!!ZONEへの突入の仕方によっては、見かけの1ゲーム目が内部的に2ゲーム目とカウントされる。また、29ゲーム目に内部でレギュラーボーナスに当選していた場合、リール上は通常出目だが、カッ飛び!!ZONEの演出は継続してしまうので注意。

### 連続演出
通常画面からもカッ飛び!!ZONEからも発展する（純愛演出のみ、カッ飛び!!ZONEからは発展しない）
- 対決演出

鬼浜メンバーと極悪一家メンバーが一対一で対決する。メンバーの組み合わせと勝負内容によって期待度が変わる。喧嘩勝負と単車勝負の2種類存在し、前兆中は単車勝負の方が選ばれやすい。いずれも鬼浜メンバーが勝利した場合はボーナス確定。引き分けの場合はリーダー対決に持ち込まれる。ただし、最初の組み合わせにリュウジかコウヘイが含まれている場合は、リーダー対決には発展しない。単車勝負の場合、リーダー対決はボーナス確定。
喧嘩勝負の際、極稀に伝説のヤンキー「RED WOLF 翔」が登場する場合がある。この場合勝利と共に次々回ボーナスの128ゲーム以内が確定する。
- 河川敷演出

鬼川河川敷に鬼浜爆走愚連隊の総メンバーが集結する。リュウジの「夜露死苦ぅ!!」の呼びかけに対し、愚連隊が歓声で応えればボーナス確定。
- 純愛演出

すれ違いざまにぶつかったアイちゃんにリュウジが一目惚れをする。アイちゃんが告白に応じると「愛羅武勇」でボーナス確定。逆転演出は存在しない。

## ボーナスゲーム
BIGボーナスはリュウジとコウヘイのナビに従うだけでOK。10・20・30回目にコウヘイが登場し、順押しをナビする。指示通りに順押しをすればJACゲームに突入する。この際にチェリーが成立すればJACINの他に15枚獲得することができる。それ以外の回はリュウジが逆押しをナビ。この際、リュウジのアップの顔画像が成立するなどの演出が起きた場合、ボーナスゲーム終了後に仁義なき争いへと発展する。

## 仁義なき争い -鬼浜抗争・最期の死闘編-
BIGボーナス時に特定の演出が成立するとボーナスゲーム終了後の1ゲーム目に仁義なき争い演出に突入する。このリュウジとコウヘイの対決でリュウジが勝利を収めるとボーナスが確定。対決内容によって次々回ボーナスが128ゲーム以内にくる期待度も変わり、翔（次々回ボーナス128ゲーム以内確定）＞バイク勝負＞喧嘩必殺技勝利＞喧嘩通常勝利の順で期待度は高くなる。

## その他
- ボーナス後、5ゲーム以内に再びBIGボーナスが放出されると、BIGボーナスゲーム時に横浜銀蝿の「ツッパリHigh School Rock'n Roll (登校編)」がBGMとして流れる。
- PlayStation 2版の「パチスロ完全攻略 鬼浜爆走愚連隊 激闘編」が2005年6月30日に、「パチスロ完全攻略スロ原人・鬼浜爆走愚連隊 激闘編」が2006年11月30日にそれぞれサクセスから発売された。
- 『スロ音 Vol.2』（ソニーレコード、2006年7月26日、SRCL-6389）に本機のビッグボーナス中BGMが収録されている。

## シリーズ
続編及びスピンオフ機として以下の作品が発売されている。なお開発元のシスコンがアビリット傘下を離れベルコ傘下に入った関係から、発売元もそれに合わせ移行している。
- パチンコ
  - 『CR鬼浜』（2007年、アビリット）
  - 『CR鬼浜 走死走命編』（2009年、アビリット）
- パチスロ5号機
  - 『鬼浜爆走紅蓮隊 爆音烈士編』（2009年、アビリット）
  - 『コウヘイ最凶伝 ～地獄の閻魔覚醒の刻～』（2010年6月、アビリット）
  - 『鬼浜外伝 ハヤト疾風伝』（2011年、アビリット）
  - 『鬼浜爆走紅蓮隊 友情挽歌編』（2013年、ベルコ）
  - 『鬼浜爆走紅蓮隊 愛』(2017年4月、ベルコ)
- パチスロ6号機
  - 『鬼浜爆走紅蓮隊 狂闘旅情編』（2021年5月、ベルコ）
  - 『鬼浜爆走紅蓮隊 激闘謳歌編』（2022年1月、ベルコ）

ちなみに『CR鬼浜』以降では、題名の『愚連隊』の部分が『紅蓮隊』に表記が改められている。この原因としては、『怪胴王』（アリストクラートテクノロジーズ）の改名騒動と同様、各都道府県の公安委員会における検定に関係する問題によるものという説がある。